# Le Soleil et l'Acier
Le Soleil et l'Acier est un essai autobiographique de l'écrivain japonais Yukio Mishima, écrit entre 1965 et 1968, dans lequel il décrit sa découverte du monde du corps, et par elle une nouvelle vie de l'esprit.

## Histoire
Le contenu de l'essai paraît entre novembre 1965 et juin 1968 dans la revue Hyōron zuihitsu, et accompagne le succès au Japon du film du même auteur Yūkoku ou Rites d'amour et de mort.
Il est publié en français chez Gallimard en 1973, traduit par Tanguy Kenec'hdu.

## Contenu
Dans cette œuvre à forte composante autobiographique, Mishima raconte à partir d'épisodes variés de sa vie son penchant pour les arts martiaux et la découverte de ses capacités physiques, ce qui contraste avec l'intellectualisme de sa jeunesse. En outre, l'auteur expose ses propres idées sur divers thèmes, en particulier le rapport entre esthétique, théorie et action. Une polémique plus ou moins explicite contre les intellectuels et son époque apparaît aussi en filigrane.
Cet essai établit « une étrange opposition entre le pouvoir corrosif du langage et le pouvoir constructif du soleil et de l'acier. »

## Accueil
Ce livre est considéré comme une sorte de Weltanschauung ou manifeste idéologique de l'auteur. Même si sa prose est vue comme dissonante et trop intellectuelle par la critique japonaise de l'époque, cet essai est rapidement reconnu comme riche d'intuitions originales. Soleil et Acier est comparé à Ainsi parlait Zarathoustra de Nietzsche et à certains textes de d'Annunzio. Une fois traduit dans les principales langues européennes, il contribua à affermir le mythe du grand auteur japonais, surtout dans la jeunesse patriotique de l'époque.